# A9/A10 Amerika-Rakete

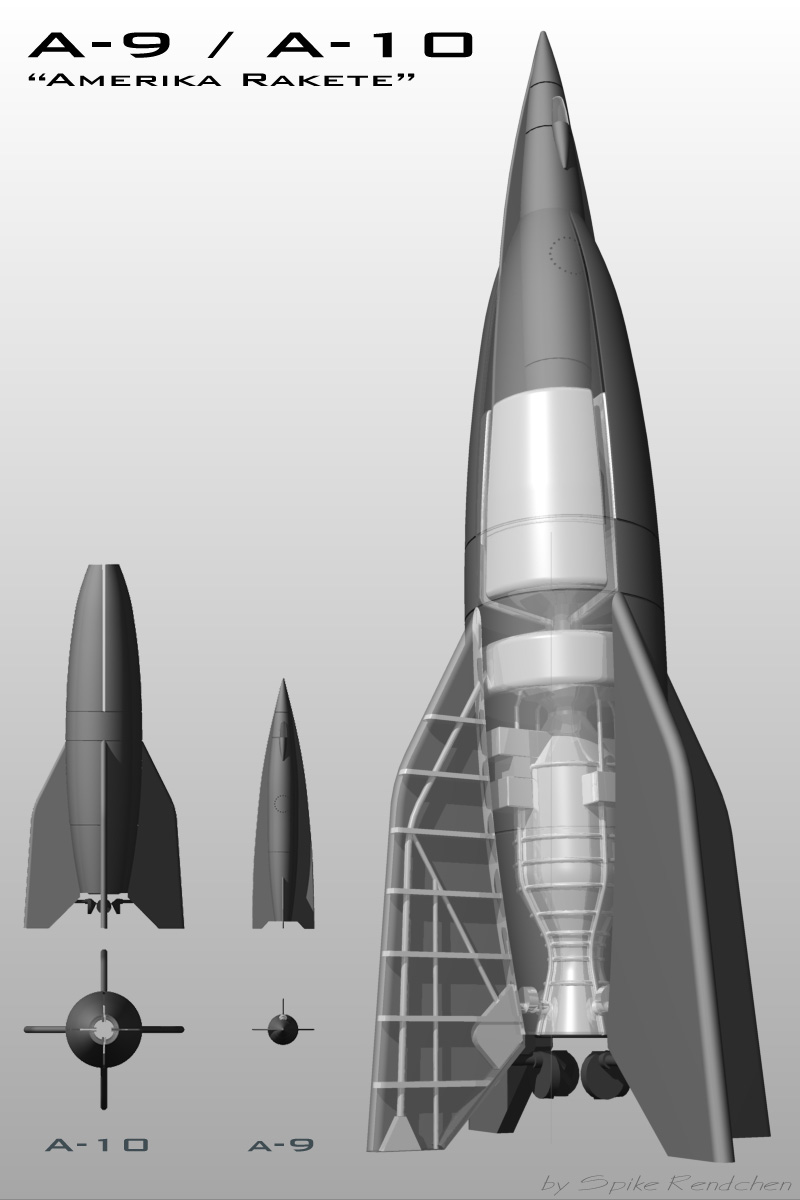
Ракета А9/А10

А9/А10 Amerika-Rakete — двоступінчаста міжконтинентальна балістична ракета Третього Рейху для завдання удару по США. Крім того було передбачено створення ракет А11, А12, що могли використовуватись у сполученнях A9/A10/A11, A9/A10/A11/A12 для виведення на навколоземну орбіту до 10 т вантажу. Компонування і розміри приблизно відповідають компонуванню і розмірам американських ракет Сатурн.

## Історія
Одночасно із роботою над ракетою А4 (Фау-2) Вернер фон Браун з командою 1940 розпочав розробляти міжконтинентальну ракету, що повинна була складатись з двох частин: першого розгінного ступеня А10 і другого А9. Маса такого сполучення становила б 85,3 т, довжина 41 м, діаметр 4,12 м. А10 мала б досягати висоти 24 км з швидкістю 1200 м/сек. Після її відділення А9  мала б розвивати швидкість 2900-3400 м/сек при висоті польоту 55 км, дальності 5500 км, переносячи 1,0 т вантажу. 

### Aggregat 9
Ракета Aggregat 9 (А9) була модифікацією А4 з стабілізаторами вздовж корпусу, через що мала ще позначення Aggregat 4b. Розглядались можливість створення її пілотованого варіанту для точного наведення на ціль, адже на значній відстані ракета мала б значне відхилення з малою ймовірністю вразити навіть багатомільйонне місто. У січні 1945 провели її єдиний дослідний запуск. А9 мала довжину 14,18 м, максимальний діаметр 1,65 м при стартовій масі 16,259 т (маса порожньої 3,0 т) і корисному навантаженні близько 1000 кг.

### Aggregat 10

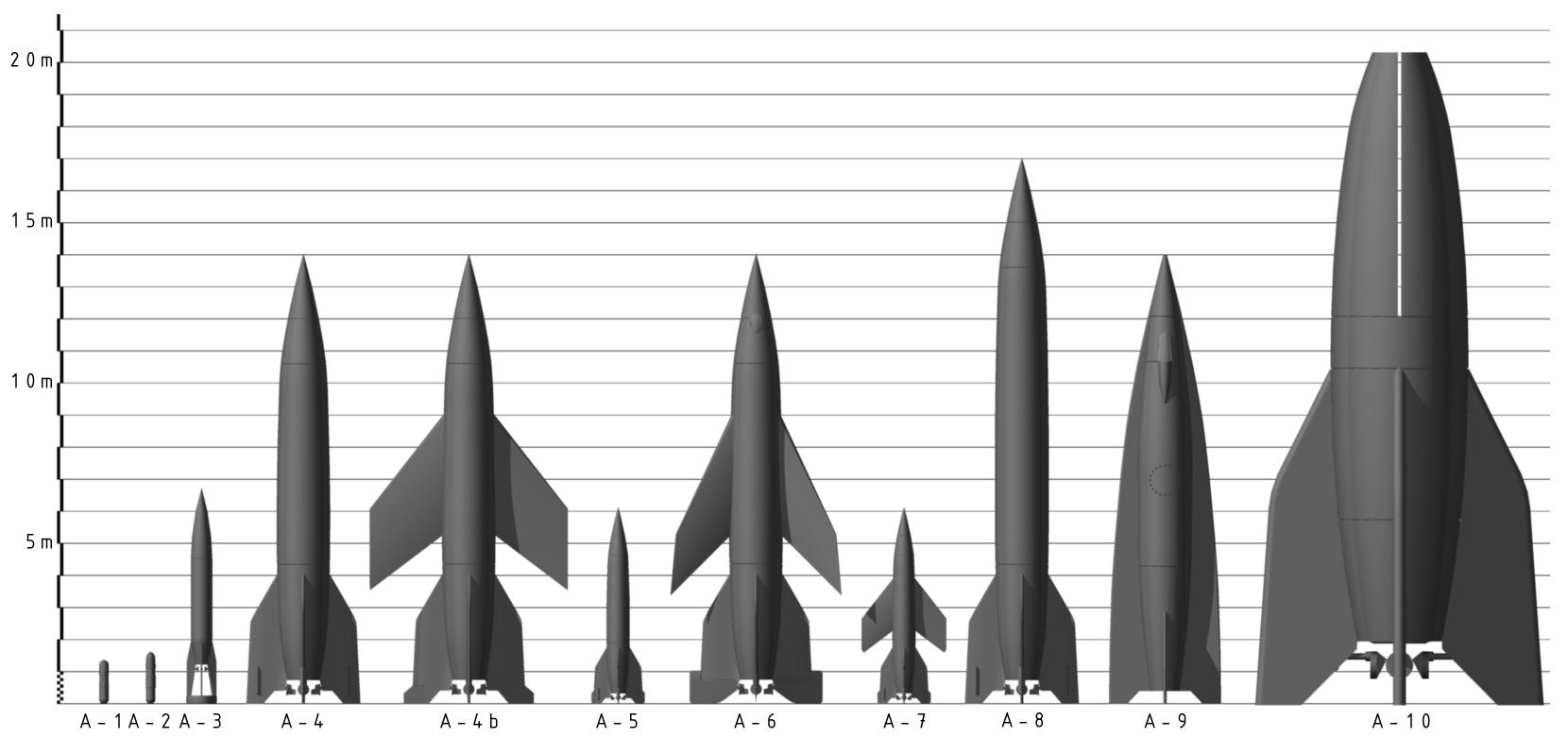
Система ракет А3-А12

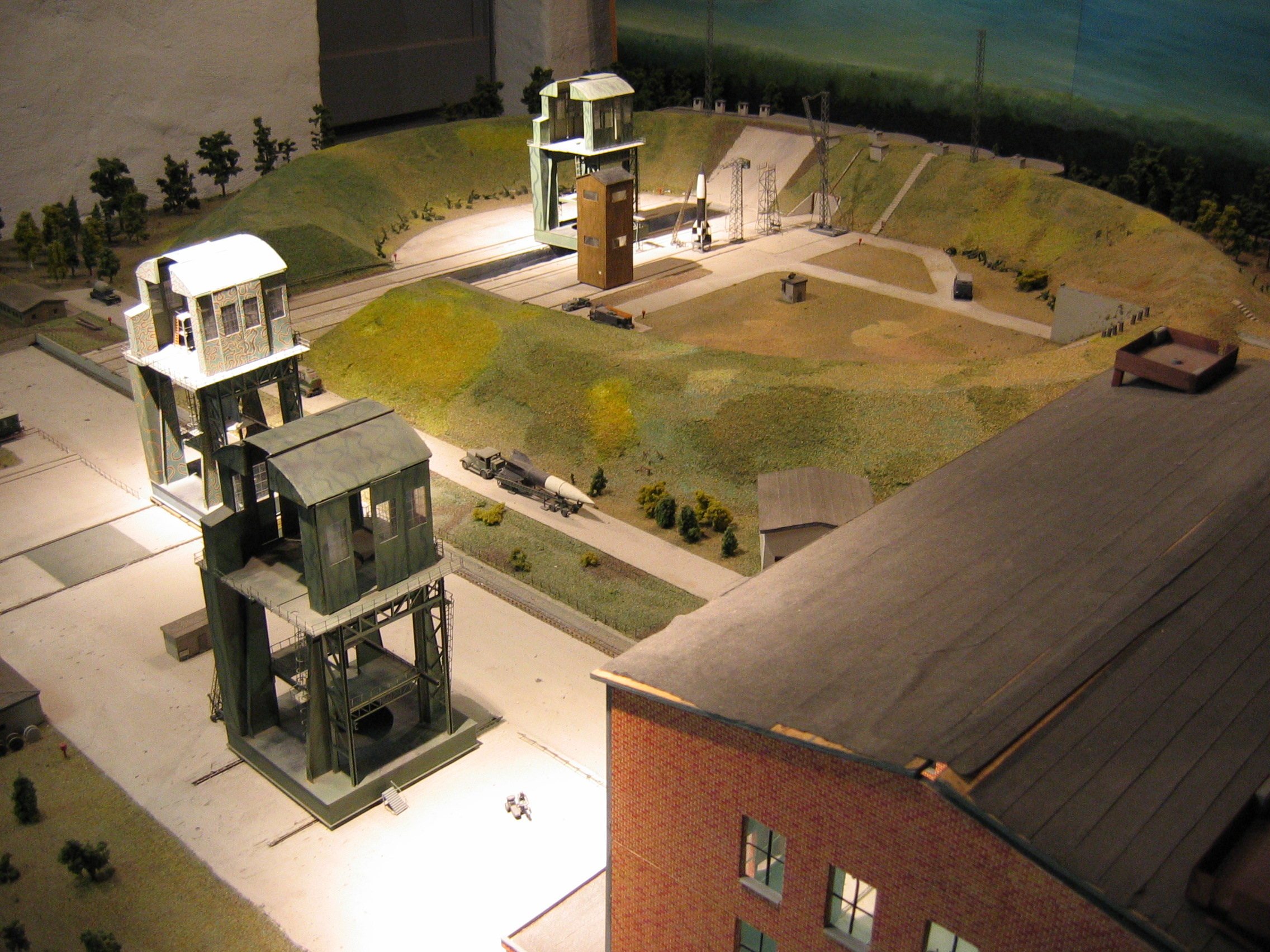
Стартова позиція Prüfstand VII

Стартова ступінь А10 діаметром 4,12 м і максимальною масою 63043 кг (маса порожньої 16993 кг) міжконентальної балістичної ракети повинна була розігнати і вивести на траєкторію польоту до США другу ступінь А9. Через кризу промисловості Третього Райху напередодні завершення війни до її будівництва не приступали, але про серйозність намірів створити МБР свідчить те, що ще 1938 на ракетному полігоні у Пенемюнде заклали для її запуску стартову позицію VII (нім. Prüfstand VII) з монтажним корпусом висотою 32 м. Для кращого управління стартом Вальтер Брух керував прокладанням на стартову позицію лінію індустріального телебачення. Від запланованих спочатку 6 двигунів з тягою по 27,5 т з А4 відмовились на користь одного. Ракетний двигун А10 повинен був працювати на суміші етанолу і рідкого кисню 55 секунд, розвинувши зусилля у 2306,80 кН. Для збирання А10 після знищення у серпні 1943 ракетного заводу у Пенемюнде розвернули будівництво ракетного заводу в австрійському Ебензеє. Для цього поряд заклали концентраційний табір Ебензеє.

### Aggregat 11
Перша ступінь А11 триступінчатої ракети повинна була допомагати А10/А9 виводити на низьку навколоземну орбіту (300 км) об'єкти різного призначення масою 500 (100) кг. А11 повинна була отримати крила розмахом 16,5 м зовні корпусу діаметром 8,1 м і висотою 25,0 м. Її стартова маса мала б становити 500 т при тязі 11.000 кН шести двигунів (аналог двигунів з А10), що мали б працювати 70 секунд. Проект не вийшов за межі концепції. Розробка була продовжена у США.

### Aggregat 12
Перша стартова А12, яка повинна була разом з ракетами А11 і А10 утворювати чотирьохступінчасту транспортну систему для виведення на низьку навколоземну орбіту 10 т вантажу. Повинна була отримати несучі крила розмахом 23 м при діаметрі 11,0 м та довжині 33,0 м. При вазі 3500 т мала б розвивати тягу 10.000.000 кГс, що могли б забезпечити 50 двигунів з А10. Проект залишився на рівні концепції. Роботи були продовжені у США. Розміри приблизно відповідають розмірам першої ступені ракети Сатурн.

### Хронологія
- 1939 у збудованій в листопаді аеродинамічній трубі в Пенемюнде випробували макет А4, А9, який показав необхідність доробки форми стабілізаторів, крил, яким надали трапецієдальної форми.
- 1940 вирішено будувати двоступеневу ракету A-9/A-10 та розпочато проектувати першу ступінь А10, одночасно працюючи над модифікацією А4 - А9. Старт А10 заплановано на 1946 рік
- 1941 у грудні завершено проект аеродинамічної труби для швидкості 10 Ма, необхідний для тестування А9/А10. Проект відтермінували через роботи над пріоритетним проектом А4
- 1942 тести показали, що А9 здатен пролетіти 1000 км. Розрахунки показали, що її необхідно вивести на висоту 55 км для 35 хвилинного польоту на 4100 км. Продовження роботи над А10
- 1943 роботи над A-9/A-10 офіціально зупинили для зосередження зусиль над А4. Вернер фон Браун заради їхнього продовження перейменував А9 на А4b, що дозволило їх продовжити після доведення остаточної конструкції А4. У грудні розпочато будівництво аеродинамічної труби для 10 Ма.
- 1944 у листопаді офіційно відновлено роботи над А9/А10 під назвою "Проект Америка", але ресурсів не вистачало для проведення ґрунтовніших тестувань, розробок
- 1945 у січні проведено єдиний тестовий запуск А9

## Технічні дані ракет серії Aggregate
| Технічні параметри       | A-1  | A-2  | A-3  | A-4   | A-5    | A-6   | A-7  | A-8   | A-9   | A-10  | A-11   | A-12    |
| ------------------------ | ---- | ---- | ---- | ----- | ------ | ----- | ---- | ----- | ----- | ----- | ------ | ------- |
| Стартова маса [кг]       | 150  | 107  | 740  | 12900 | 900    | b.d.  | 1000 | 22370 | 16259 | 69043 | 500000 | 3500000 |
| Маса без палива [кг]     | 110  | 72   | 300  | 4300  | b.d.   | b.d.  | b.d. | b.d.  | 3000  | 16993 | 75000  | 350000  |
| Тяга двигунів [кН]       | 3    | 3    | 14,7 | 270   | 15     | 123   | 15   | 340   | 287   | 2307  | 13841  | 98 000  |
| Час праці двигунів [сек] | 16   | 16   | 45   | 70    | 45 (?) | b.d.  | b.d. | b.d.  | 115   | 55    | 70     | b.d.    |
| Максимальний діаметр [м] | 0,30 | 0,31 | 0,67 | 1,65  | 0,78   | 6,33  | 0,38 | 0,78  | 1,65  | 4,12  | 8,10   | 11,00   |
| Розмах крил [м]          | n.d. | n.d. | 0,93 | 6,20  | b.d.   | b.d.  | b.d. | b.d.  | 3,20  | 9,00  | 16,50  | 23,00   |
| Висота [м]               | 1,40 | 1,61 | 6,74 | 14,03 | 5,82   | 15,75 | 5,91 | b.d.  | 14,18 | 20,00 | 25,00  | 33,00   |